# Bank of England
Die Bank of England (englisch ‚Bank von England‘) ist die Zentralbank des Vereinigten Königreichs Großbritannien und Nordirland und hat ihren Sitz in London. Das 1694 gegründete und 1946 verstaatlichte Institut erfüllte zeitweise neben administrativen auch privatwirtschaftliche Funktionen und bestimmt die Geld- und Währungspolitik für das Pfund Sterling.

## Geschichte
Als König William III. und Königin Mary II. 1688 den Thron bestiegen, waren das Geld- und Kreditwesen zerrüttet, und auch die öffentlichen Finanzen befanden sich in einer schwierigen Lage.
Die enormen Verluste der englischen Handelsflotte beim Überfall auf den Smyrna-Konvoi 1693 führten zu einer Pleitewelle bei Londoner Händlern und Versicherern. Für den dringend notwendigen Ausbau der Royal Navy zum Schutz des Seehandels fehlte das Geld.
In dieser Situation schlug der schottische Kaufmann William Paterson 1694 unter Mitwirkung von Charles Montagu und Michael Godfrey vor, der Regierung durch eine Vereinigung von 1.268 Gläubigern eine Anleihe zu gewähren. Die Zeichner dieser Anleihe erhielten am 27. Juli 1694 das königliche Privileg, eine Notenbank in der Rechtsform einer Aktiengesellschaft unter der Firma The Governor and Company of the Bank of England zu gründen. Das Stammkapital in Höhe von 1,2 Millionen Pfund wurde dem Staat als Darlehen gegen acht Prozent Zinsen gewährt. Dieser Kreditzinsfuß war für die damaligen Verhältnisse relativ gering. Im Gegenzug dazu erhielt die Bank of England das Recht, in Höhe des Darlehens Banknoten auszugeben und Bankgeschäfte zu betreiben. Es war ihr jedoch verboten, ohne Zustimmung des Parlaments Darlehen an die Regierung zu vergeben.
Bei der Gründung der Bank of England gab es einen unmittelbaren Zusammenhang zu den finanziellen Defiziten von König William III. Dieser benötigte dringend Kapital für den Krieg gegen Frankreich und den vertriebenen König Jakob II. Die Bank of England pflegte stets ein gutes Verhältnis zur Krone, sodass es im Laufe der Zeit zu Erweiterungen ihres Einflusses kommen sollte.
Die ersten Geschäftsräume der Bank of England lagen in den Mercers’ und Grocers’ Halls, den Zunfthäusern der Seidenwarenhändler und Krämer. Bei Aufnahme der Geschäftstätigkeit waren seinerzeit 17 Angestellte und zwei Pförtner beschäftigt. Die Bank of England wurde zum Vorbild für viele Gründungen von Zentralbanken in Europa.
Im Jahr 1697 vermehrte die Bank ihr Kapital auf 2.201.171 Pfund, indem sie ihre Noten, zu deren Einlösung sie außer Stande war, und abgewertete Schatzscheine des Staats als Kapitaleinzahlung annahm. Dabei erhielt sie die Zusicherung, dass der Staat keine zweite Bank durch Gesetz begründen werde. Zugleich wurde ihr Privileg bis 1710 verlängert.

### 18. Jahrhundert
Unter der folgenden Regierung gewährte die Bank dem Staat abermals mehrfach ihre Hilfe und erhielt dafür wichtige Rechte. Neben der Fortdauer ihres Bestandes bis 1742 bekam sie 1708 das wichtige Privileg, dass außer ihr in England keine Bankgesellschaft mit mehr als sechs Teilhabern Noten ausgeben dürfe. Das Statut von 1708 legte außerdem fest, dass die Bank ein staatliches Darlehen in Höhe von 400.000 Pfund vergeben sollte und der Zinssatz für die gesamten Staatsschulden auf sechs Prozent herabgesetzt wird.
Im Jahre 1734 wurde der Sitz an die Threadneedle Street verlegt. Die Bank vergrößerte dort nach und nach ihren Haus- und Grundbesitz auf den heute sichtbaren Stand. Die von Sir Christopher Wren erbaute Kirche Saint Christopher le Stocks wurde ihretwegen abgerissen.
Das erhaltene Privileg wurde 1742, 1764 und 1781 erneuert. 1742 konnte das Privileg gegen ein zinsfreies Darlehen an den Staat von 1.600.000 Pfund bis 1764 verlängert werden. Diese Summe wurde durch eine Erhöhung des Aktienkapitals auf 9.800.000 Pfund aufgebracht. Im Jahr 1784 erfolgte die Erneuerung des Privilegs bis 1786 gegen eine Zahlung von 100.000 Pfund und 1781–1812 gegen ein dreiprozentiges Darlehen von 3 Millionen Pfund auf drei Jahre. In kritischen Zeiten, die während des 18. Jahrhunderts einige Male eintraten, wusste die Bank stets ihrer Pflicht der Noteneinlösung nachzukommen.
Damals waren die Vereinbarungen, die zu den wiederholten Verlängerungen des Privilegs führten, sehr umstritten. Die Bedingungen, die für diese Expansionen festgelegt worden sind, waren aus Sicht der Kritiker zu stark zum Vorteil der Bank of England ausgelegt und verschafften dem Staat im Gegenzug einen zu geringen Nutzen.
Das Institut führte die Konten der Regierung und vergab Darlehen zur Finanzierung in Kriegs- wie in Friedenszeiten. Als Geschäftsbank nahm sie ferner Einlagen entgegen und gab Banknoten heraus. Im 18. Jahrhundert lieh sich die Regierung immer mehr Geld. Diese ausstehenden Anleihen wurden schließlich Staatsschulden genannt.
Das Vertrauen in die Bank of England war so groß, dass sie bei der Erneuerung des Privilegs im Jahr 1781 zum staatlichen Schatzamt (Treasury) ausgestaltet wurde und ihr auch die Aufgabe, Bank der Banken zu sein, zuwuchs. Die Bank wurde verantwortlich, falls alle Einleger sich entschieden, ihr Geld zur selben Zeit abzuziehen. Seitens der Bank wurde sichergestellt, dass genügend Gold vorhanden war, um dieses auf Verlangen für ihre Banknoten herzugeben.
Von 1788 an besaß die Bank mit Bacolet und Chemin zwei Sklavenplantagen auf Grenada mit 599 Sklaven, die ihr als Sicherung für nicht zurückgezahlte Kredite an Thomas Walpole, Richard Walpole und George Clark zugefallen waren. Sie wurden 1790 für 100,000 £ an den Kaufmann James Baillie verkauft.
Durch den Krieg mit Frankreich (von Frankreich am 1. Februar 1793 erklärt) erschöpften die finanziellen Beziehungen zum Staate die Mittel der Bank; im Februar 1797 besaß sie bei einem Notenumlauf von 8.644.250 Pfund nur ein Barvermögen von 1.272.000 Pfund. Sie ließ sich mittels einer Kabinettsorder vom 26. Februar 1797, die später vom Parlament bestätigt wurde, von der Barzahlung befreien.

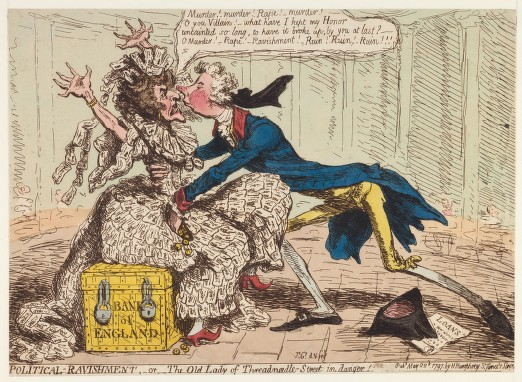
Nach dieser Karikatur von James Gillray wurde die Bank of England „The old Lady of Threadneedle Street“ oder „The Old Lady“ genannt – Premierminister William Pitt der Jüngere gab 1797 zur Finanzierung des Kriegs gegen Frankreich Papierbanknoten aus, um die Goldreserven des Königreichs zu schützen. Das erhöhte die Staatsschulden, und bald wurde erstmals eine Einkommensteuer eingeführt. Karikiert wird hier der Premierminister William Pitt der Jüngere.

In dieser Epoche der Uneinlösbarkeit der Banknoten oder der „Bankeinschränkung“ (bank-restriction), die letztlich bis 1. Mai 1821 dauerte, gab es ein Disagio von bis zu 30 Prozent (namentlich in den Jahren 1804, 1809, 1811, 1814), wenn man Papierbanknoten in Münzgeld umtauschte.

### 19. Jahrhundert

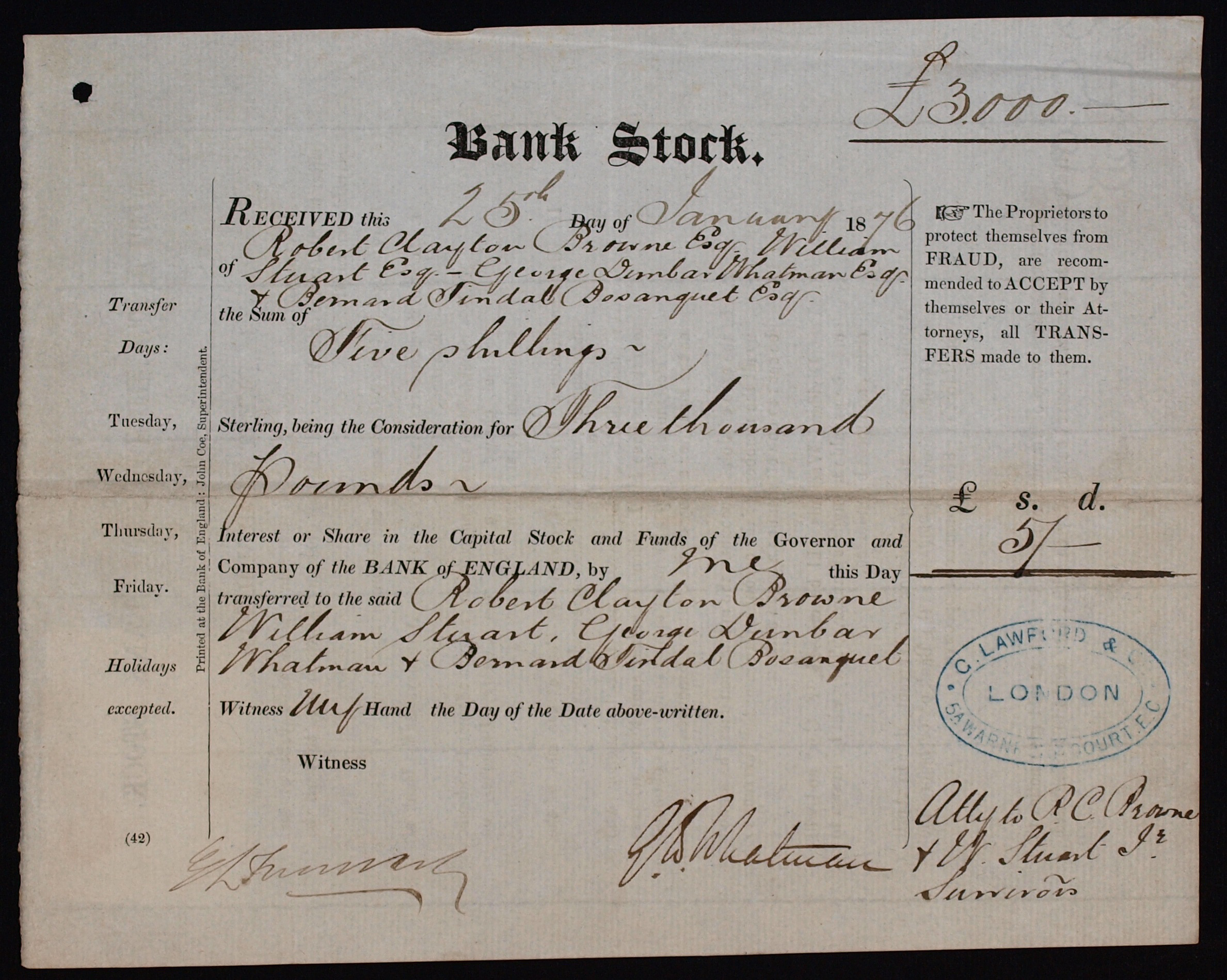
Bank Stock über 3000 Pfund der Bank of England vom 25. Januar 1876

1816 konnte das Kapital der Bank auf 14.553.000 Pfund erhöht werden, indem ein Teil der Reserve auf die Aktionäre übertragen wurde. Gleichzeitig stiegen die Darlehen an den Staat auf einen Gesamtbetrag von 14.686.000 Pfund.
Seit 1826 gab die Bank of England keine Noten unter fünf Pfund aus und begann, Filialen zu errichten. Außerdem machte sie das Zugeständnis, sich einer Notenausgabe durch Aktienbanken nicht zu widersetzen, wenn diese ihren Sitz nicht im Umkreis von 65 Meilen um London haben.
1833 fand eine Verlängerung des Privilegs statt, die wiederum die Veranlassung zu Konzessionen der Bank an das Publikum war. Um den Notenumtausch in Gold überflüssig zu machen, wurden selbige zum gesetzlichen Zahlungsmittel erklärt.
1833 verwaltete die Bank von England die 20 Millionen Pfund, die mit der Abschaffung der Sklaverei für die Entschädigung der Sklavenhalter zur Verfügung gestellt worden waren. Die Gelder wurden oft durch Zwischenhändler, meist Händler oder Bankiers, eingefordert und so sehr schnell abgerufen.
Im selben Jahr wurde das Bankgebäude nach Plänen von Sir John Soane fertiggestellt. Teile, besonders die Fassade, sind noch heute erhalten. Über den von Soanes konzipierten korinthischen Säulen folgt eine von Charles Wheeler gestaltete Skulpturengruppe, über welcher eine steinerne Britannia thront.
Um der Verpflichtung, ihre Noten gegen Gold einzulösen, vollumfänglich nachkommen zu können, nahm die Bank of England in der Krise von 1839 einen Kredit bei der Banque de France auf.
Im Jahr 1844 erfolgte unter dem Premierminister Sir Robert Peel eine neue Gesetzgebung. Durch die Akte 7 und 8 wurden zunächst die Verhältnisse in England geregelt, während die analoge Umgestaltung der Einrichtungen in Irland und Schottland 1845 geschah.
Der hauptsächliche Zweck des Gesetzes für England war, die Notenausgabe zu zentralisieren und zugleich die Ausgabe ungedeckter Noten auf ein gewisses Maß einzuschränken. Deshalb wurde die frühere Freiheit der Notenausgabe, die für jedes Bankgeschäft mit weniger als sechs Teilnehmern im ganzen Land und auch für die von London entfernten Aktienbanken bestanden hatte, aufgehoben. Nur diejenigen Banken, welche am 6. Mai 1844 das Emissionsgeschäft betrieben, sollten dasselbe fortsetzen dürfen und weiter bis zu dem Betrag Noten ausgeben, der dem Durchschnittsbetrag ihrer Notenzirkulation während der vorhergegangenen drei Monate gleichkomme. In Bezug auf die Bank of England wurde bestimmt, dass sie nicht mehr als 14 Millionen Pfund ungedeckte Noten ausgeben dürfe, dagegen wurde der Betrag der gedeckten Noten für sie nicht beschränkt. Auch wurde festgesetzt, dass der Notenbetrag, der durch etwaige Einstellung der Emission seitens der kleineren Banken wegfallen würde, zu zwei Dritteln dem Emissionsrecht der Bank of England zuwachsen solle.
Das Bankprivileg-Gesetz von 1844 machte also die Notenausgabe vom Goldbestand der Bank abhängig. Von der Bank wurde verlangt, die Bücher zur Notenausgabe getrennt von jenen für die Bankgeschäfte zu führen und einen Wochenbericht zu beiden Konten herauszugeben.
Die Peel's Bank [Charter] Act stützte sich in den Währungsbestimmungen dabei auf die Currency-Theorie. Dieses Denkmodell hält den Betrag, den ein Land in Banknoten zum Geldverkehr benötigt, für relativ konstant. Es wurde daher von der Bank in Höhe des Notenumlaufs volle Golddeckung für die Währung verlangt, abgesehen von einem kleinen Rest ungedeckten Geldes. Dieser Rest wurde anfangs auf die erwähnten 14 Millionen Pfund festgesetzt und später mehrmals nach oben korrigiert. Der sogenannte Notenbankausweis wird noch heute jede Woche veröffentlicht.
Die Bankakte von 1844 gab der Bank of England fortan das alleinige Recht zur Ausgabe von Banknoten in England und Wales. Private Banken, die gleiche Rechte zuvor hatten, durften sie behalten unter der Voraussetzung, dass sie in Höhe der ausgegebenen Banknoten Sicherheiten hinterlegten. Einige englische Banken setzten die Ausgabe ihrer Noten fort, bis die letzte von ihnen in den 1930er Jahren übernommen wurde. Alte schottische und nordirische Privatbanken haben diese Rechte heute noch.
Zur Sicherung der Vorschriften über die Notendeckung wurden zwei voneinander getrennte Abteilungen geschaffen, das Issue department (für die Notenausgabe) und das Banking department (für die Abwicklung von Bankgeschäften). In der ersteren, die nicht mit dem Publikum geschäftlich verkehren durfte, wurden die Noten hergestellt und die Deckung vorrätig gehalten.
Im 19. Jahrhundert übernahm die Bank auch die Zentralbankfunktion und sorgte für Stabilität während einiger Finanzkrisen. Die Bankakte erwies sich wegen ihrer Starrheit gelegentlich als hinderlich und wurde daher mehrmals temporär außer Kraft gesetzt. So waren die Bestimmungen zum Maximum der ungedeckten Noten beispielsweise 1847, 1857 und 1866 von der Regierung zeitweilig suspendiert, damit die Bank in Zeiten der Handelskrisen ausgedehntere Darlehen gewähren konnte.
1870 wurde der Bank of England die Verantwortung für die Zinssatzfestlegung übertragen.

### 20. Jahrhundert
Während des Ersten Weltkrieges übersprangen die Staatsschulden die Marke von 7 Milliarden Pfund. Die Bank half mit, die Staatsschulden zu steuern und inflationistischen Tendenzen zu widerstehen. Die Bankakte wurde durch ein Goldausfuhrverbot und die Schaffung von sogenannten currency notes durchbrochen. Ab 1925 kehrte England mit der Aufhebung des Goldexportverbots zur Goldwährung zurück. Am 21. September 1931 verließ Großbritannien endgültig das System des Goldstandards. Das britische Pfund war bis 1946 eine freie Währung.
Der nationale Goldbestand und die Devisenreserven wurden dem Schatzamt übertragen. Doch ihr Management wurde weiter durch die Bank betrieben, und das blieb so bis heute.
1933 wurden ihre Banknoten gesetzliches Zahlungsmittel im gesamten Königreich. In der Gouverneurszeit von Sir Montagu Norman (1920 bis 1944) setzten Bemühungen ein, von der Geschäftsbank wegzukommen und Zentralbank zu werden. Platzbedarf führte von 1923 bis 1939 unter verantwortlicher Regie von Sir Herbert Baker zu einer Umgestaltung des Bankhauses, das auf sieben Stockwerke erweitert wurde.
Nach dem Zweiten Weltkrieg wurde die Bank am 1. März 1946 verstaatlicht. Sie blieb jedoch Berater des Schatzkanzlers, sein Agent und Schuldenmanager. Der Schatzkanzler war weisungsbefugt, musste sich aber vorher mit dem Bank-Gouverneur ins Benehmen setzen. Die Bank of England war nach der Nationalisierung als Bank der Regierung  mit Beratung in geld- und währungspolitischen Problemen ausgestaltet. Für die Ausrichtung und Durchführung sowohl von geld- wie devisenpolitischen Maßnahmen blieb ihr die Verantwortung.
Die Altaktionäre erhielten bei der Verstaatlichung einen gesamten Abfindungsbetrag von 5.821.200 £ in Regierungsanleihen.
Mit dem Internationalen Währungsfonds wurde im Abkommen von Bretton Woods eine Parität von 1,00 £ = 4,03 US $ vereinbart. Am 18. September 1949 wurde eine Währungsabwertung auf das Tauschverhältnis 1,00 £ = 2,80 US $ vorgenommen. Eine erneute Abwertung musste 1967 erfolgen, weil das Land im Welthandel zurückgefallen war und sich deshalb seine Zahlungsbilanz über Jahre hinweg verschlechtert hatte.
1971 verzichtete die Bank of England auf das Instrument der Kreditplafondierung, erhielt dafür aber jenes der Mindestreserve. 1979 wurde ihr gesetzlich die Bankenaufsicht anvertraut, was ihr weitreichende Auskunftsrechte und die Pflicht zur Lizenzierung neuer Kreditinstitute verschaffte.
In den 1980ern hatte die Bank eine Schlüsselrolle in verschiedenen Bankenkrisen inne. Die Bank war vorn dabei, als die Geldpolitik wieder zentraler Bestandteil der Regierungspolitik in den 1980ern wurde.
Am 6. Mai 1997, wenige Tage nach der britischen Unterhauswahl 1997 und dem Amtsantritt der Regierung Premierminister Tony Blairs, gab Gordon Brown als neuer Schatzkanzler bekannt, dass die Bank of England fortan operational unabhängig sei und somit den Leitzins selbst festlegen könne. Dabei soll sie die Regierung beim Weg zum von ihr angestrebten Inflationsziel von höchstens 2,5 % unterstützen. Wird die Marke um mehr als 1-%-Punkt verfehlt, soll der Bank-Gouverneur dem Schatzkanzler einen Brief schreiben, darin das Warum erläutern und wie er die Situation beheben wolle.
1998 wurde die Zuständigkeiten und Geschäftsbereiche der Bank mit dem „Bank of England Act“ geändert. Seither ist sie in drei Hauptgeschäftsbereiche gegliedert: Währungsanalyse und Statistik, Finanzmarktoperationen sowie Währungsstabilität. Eine Abteilung befasst sich zudem mit Koordinationsfragen zur Europäischen Union.

### 21. Jahrhundert
Am 18. Mai 2006 führte die Bank neue Instrumente zur Steuerung des Geldmarktes ein. Zentrales neues Instrument war die Einführung einer verzinslichen Mindestreserve. Weiterhin wurden zwei neue ständige Zinssätze eingeführt, zu welchen die Bank stets bereit ist, Geld anzunehmen bzw. Geld zu verleihen; die Einlagen- und die Spitzenrefinanzierungsfazilität.
Auf dem One Planet Summit 2017 war die Bank eines der acht Gründungsmitglieder des Networks for Greening the Financial System (NGFS), um das Risikomanagement im Finanzsektor zu Umweltrisiken und Auswirkungen der globalen Erwärmung weiterzuentwickeln und im Sinne des grünen Finanzwesens (englisch green finance) Mittel für den Übergang zu einer nachhaltigen Wirtschaft zu mobilisieren.
Am 16. Dezember 2021 erhöhte die Bank of England (BoE) den Leitzins von 0,1 % auf 0,25 %.
Dies wird als eine Reaktion auf die relativ hohe Inflationsrate rezipiert. Die BoE ist damit die erste große Zentralbank der westlichen Welt, die seit Beginn der COVID-19-Pandemie (siehe auch COVID-19-Pandemie im Vereinigten Königreich) die Leitzinsen erhöht.
Im April 2022 eröffnete das Museum der Bank eine Ausstellung über ihre Beteiligung in der Ausbeutung schwarzer Sklaven, die von 2022 bis Februar 2024 zu sehen ist.

## Aufbau
Die Bank of England wird vom Gouverneur der Bank of England geleitet. Seit März 2020 ist dies Andrew Bailey.
Das Bankgesetz von 1998 änderte die Struktur im Bankvorstand grundlegend. Das Direktorium (Court of Directors) sollte hiernach aus einem Bank-Gouverneur, zwei Vizegouverneuren und 16 Direktoren bestehen. Die Mitglieder des Direktoriums werden auf Vorschlag des Premierministers von der Krone ernannt.
Die hauptamtlich tätigen Direktoren werden als Executive Directors bezeichnet. Nebenamtlich tätige Direktoren (Non-Executive Directors) sind im Bereich von Banken, Industrie oder Gewerkschaften beschäftigt und sollen insbesondere wirtschaftliche und gesellschaftliche Interessen vertreten. Der Gouverneur ist für die Zentralbankpolitik verantwortlich und hat diese gegenüber dem Schatzkanzler zu vertreten. Der Schatzkanzler selbst hat zur Wahrung des öffentlichen Interesses ein Weisungsrecht gegenüber der Bank of England.
Mit dem Banking Act 2009 wurde eine Vielzahl von Reformen zur Modernisierung des Direktoriums beschlossen. Außerdem wurde festgelegt, dass die Mehrheit der Mitglieder nebenamtlich tätig sein soll. Derzeitiger Vorsitzender des Direktoriums ist David Roberts.
| Name               | Funktion                                            |
| ------------------ | --------------------------------------------------- |
| David Roberts      | Vorsitzender des Direktoriums                       |
| Andrew Bailey      | Gouverneur der Bank of England                      |
| Ben Broadbent      | Vizegouverneur (Geldpolitik)                        |
| Sarah Breeden      | Vizegouverneur (Finanzstabilität)                   |
| Sam Woods          | Vizegouverneur, CEO Prudential Regulation Authority |
| Sir David Ramsden  | Vizegouverneur, (Finanzmärkte)                      |
| Lord Jitesh Gadhia | Non-Executive Director                              |
| Anne Glover        | Non-Executive Director                              |
| Ron Khalifa        | Non-Executive Director                              |
| Diana Noble        | Non-Executive Director                              |
| Frances O’Grady    | Non-Executive Director                              |
| Tom Shropshire     | Non-Executive Director                              |
| Jonathan Bewes     | Non-Executive Director                              |
| Sabine Chalmers    | Non-Executive Director                              |

## Aufgaben
| Zinssatz                                                    | Höhe            |
| ----------------------------------------------------------- | --------------- |
| Europäische Zentralbank (gültig ab: 11. Juni 2025)          |                 |
| Einlagesatz (deposit facility rate)                         | 2,00 %          |
| Hauptrefinanzierungssatz (main refinancing operations rate) | 2,15 %          |
| Spitzenrefinanzierungssatz (marginal lending facility rate) | 2,40 %          |
| Schweizerische Nationalbank (gültig ab: 20. Juni 2025)      |                 |
| SNB Leitzins                                                | 0,00 %          |
| Federal Reserve System (gültig ab: 19. Dezember 2024)       |                 |
| Federal-Funds-Rate-Zielband                                 | 4,25 bis 4,50 % |
| Primary Credit Rate                                         | 4,50 %          |
| Bank of Japan (gültig ab: 27. Januar 2025)                  |                 |
| Overnight Call Rate                                         | 0,50 %          |
| Bank of England (gültig ab: 8. Mai 2025)                    |                 |
| Official Bank Rate                                          | 4,25 %          |
| Chinesische Volksbank (gültig ab: 20. Mai 2025              |                 |
| Diskontsatz (one-year lending rate)                         | 3,00 %          |
| Reserve Bank of India (gültig ab: 9. April 2025)            |                 |
| Repo rate                                                   | 6,00 %          |

Die Bank of England nimmt alle Funktionen einer Zentralbank wahr, um die Preisstabilität zu sichern. Abhängig davon unterstützt sie die Wirtschaftspolitik der Regierung (Bank of England Act 1998).
Die Bank
- hat das Monopol zur Banknotenausgabe in England und Wales.
- ist Staats- und Zentralbank sowie die Bank der Banken.
- managt die Devisen- und Goldbestände des Landes.
- führt das Vermögensverzeichnis und den Vermögenshaushalt der Regierung.
- regelte und beaufsichtigte verantwortlich das Bankwesen, bis diese Befugnis im Juni 1998 der Behörde für Finanzdienstleistungen übertragen wurde.[31]

Seit 1997 setzt ihr Ausschuss für Geld- und Kreditpolitik die amtlichen Leitzinssätze fest.
Schottische und nordirische Banken haben das Recht, eigene Banknoten auszugeben, aber diese müssen 1:1 durch Einlagen bei der Bank of England gedeckt sein, ausgenommen einige Millionen Pfund, welche den Wert jener Noten betreffen, die bereits 1845 im Geldumlauf zirkulierten.